# Liste des monuments historiques protégés en 1896
Cet article recense les monuments historiques français classés en 1896.

## Protections
| Édifice                                                     | Commune                      | Département       | Région                     | Protection | Base Mérimée                         | Coordonnées                        | Image |
| ----------------------------------------------------------- | ---------------------------- | ----------------- | -------------------------- | ---------- | ------------------------------------ | ---------------------------------- | ----- |
| Église Notre-Dame                                           | Ouville-la-Bien-Tournée      | Calvados          | Normandie                  | classé     | « PA00111595 », notice no PA00111595 | 49° 03′ 09″ nord, 0° 01′ 49″ ouest |       |
| Église Saint-Sulpice                                        | Marignac                     | Charente-Maritime | Nouvelle-Aquitaine         | classé     | « PA00104792 », notice no PA00104792 | 45° 31′ 11″ nord, 0° 28′ 19″ ouest |       |
| Église Saint-Denys de Saint-Denis-d'Oléron                  | Saint-Denis-d'Oléron         | Charente-Maritime | Nouvelle-Aquitaine         | classé     | « PA00105167 », notice no PA00105167 | 46° 01′ 25″ nord, 1° 23′ 09″ ouest |       |
| Église Sainte-Barbe-et-Saint-Sébastien de Chambolle-Musigny | Chambolle-Musigny            | Côte-d'Or         | Bourgogne-Franche-Comté    | classé     | « PA00112175 », notice no PA00112175 | 47° 11′ 12″ nord, 4° 56′ 40″ est   |       |
| Allée couverte du Champ-Grosset                             | Quessoy                      | Côtes-d'Armor     | Bretagne                   | classé     | « PA00089549 », notice no PA00089549 | 48° 25′ 38″ nord, 2° 39′ 25″ ouest |       |
| Prieuré de Saint-Philbert-sur-Risle                         | Saint-Philbert-sur-Risle     | Eure              | Normandie                  | classé     | « PA00099566 », notice no PA00099566 | 49° 16′ 39″ nord, 0° 38′ 51″ est   |       |
| Église Saint-Jacques de Lambour                             | Pont-l'Abbé                  | Finistère         | Bretagne                   | classé     | « PA00090296 », notice no PA00090296 | 47° 51′ 56″ nord, 4° 13′ 11″ ouest |       |
| Église Notre-Dame                                           | Aillas                       | Gironde           | Nouvelle-Aquitaine         | classé     | « PA00083108 », notice no PA00083108 | 44° 29′ 01″ nord, 0° 03′ 58″ ouest |       |
| Oppidum d'Altimurium                                        | Murviel-lès-Montpellier      | Hérault           | Occitanie                  | classé     | « PA00103613 », notice no PA00103613 | 43° 36′ 34″ nord, 3° 44′ 22″ est   |       |
| Abbaye de Saint-Philbert-de-Grand-Lieu                      | Saint-Philbert-de-Grand-Lieu | Loire-Atlantique  | Pays de la Loire           | classé     | « PA00108819 », notice no PA00108819 | 47° 03′ 37″ nord, 1° 39′ 26″ ouest |       |
| Église Saint-Hubert de Gandrange                            | Gandrange                    | Moselle           | Grand Est                  | classé     | « PA00106770 », notice no PA00106770 | 49° 16′ 24″ nord, 6° 08′ 01″ est   |       |
| Église Saint-Nicolas                                        | Munster                      | Moselle           | Grand Est                  | classé     | « PA00106925 », notice no PA00106925 | 48° 54′ 31″ nord, 6° 53′ 35″ est   |       |
| Croix de Louve                                              | Vany                         | Moselle           | Grand Est                  | classé     | « PA00107021 », notice no PA00107021 | 49° 09′ 09″ nord, 6° 14′ 29″ est   |       |
| Croix de Ménévillers                                        | Ménévillers                  | Oise              | Hauts-de-France            | classé     | « PA00114745 », notice no PA00114745 | 49° 31′ 16″ nord, 2° 36′ 15″ est   |       |
| Arc de triomphe de l'Étoile                                 | 8e arrondissement de Paris   | Paris             | Île-de-France              | classé     | « PA00088804 », notice no PA00088804 | 48° 52′ 21″ nord, 2° 18′ 45″ est   |       |
| Usteau du Loup                                              | Saint-Gervazy                | Puy-de-Dôme       | Auvergne-Rhône-Alpes       | classé     | « PA00092360 », notice no PA00092360 | 45° 24′ 05″ nord, 3° 12′ 47″ est   |       |
| Beffroi de Lucheux                                          | Lucheux                      | Somme             | Hauts-de-France            | classé     | « PA00116193 », notice no PA00116193 | 50° 12′ 03″ nord, 2° 25′ 10″ est   |       |
| Porte d'Orange de Carpentras                                | Carpentras                   | Vaucluse          | Provence-Alpes-Côte d'Azur | classé     | « PA00082012 », notice no PA00082012 | 44° 03′ 34″ nord, 5° 03′ 41″ est   |       |
| Pont de Saint-Savin                                         | Saint-Savin                  | Vienne            | Nouvelle-Aquitaine         | classé     | « PA00105713 », notice no PA00105713 | 46° 35′ 00″ nord, 0° 50′ 25″ est   |       |